# Trifurcula luteola
Trifurcula luteola là một loài bướm đêm thuộc họ Nepticulidae. Nó được tìm thấy ở Mediterranean region in tây nam Pháp.
Sải cánh dài 5.6-6.7 mm đối với con đực. Adults were được tìm thấy ở tháng 7 và tháng 8.